# Protolophozia debiliformis
Protolophozia debiliformis là một loài Rêu trong họ Jungermanniaceae. Loài này được (R.M. Schust. & Damsh.) Konstantinova & Czernjadieva mô tả khoa học đầu tiên năm 1995.